# NGC 2345
NGC 2345 (другое обозначение — OCL 575) — рассеянное скопление в созвездии Большой Пёс.
Этот объект входит в число перечисленных в оригинальной редакции «Нового общего каталога».
NGC 2345 является молодым рассеянным скоплением, однако оно имеет низкую металличность ([Fe/H] = -0,28 ± 0,07). Но один из сверхгигантов спектрального класса K богат литием. В скоплении также наблюдается высокая доля Be-звёзд (приблизительно 10%) и имеются семь красных и голубых сверхгигантов.